# Chelsea Football Club 1998-1999
Questa voce raccoglie le informazioni riguardanti il Chelsea Football Club nelle competizioni ufficiali della stagione 1998-1999.

## Maglie
| Casa | Trasferta | Terza divisa |

## Rosa
| N. |                        | Ruolo | Calciatore             |
| -- | ---------------------- | ----- | ---------------------- |
| 1  | Paesi Bassi (bandiera) | P     | Ed de Goeij            |
| 2  | Romania (bandiera)     | D     | Dan Petrescu           |
| 3  | Nigeria (bandiera)     | D     | Celestine Babayaro     |
| 4  | Scozia (bandiera)      | D     | Steve Clarke           |
| 5  | Francia (bandiera)     | D     | Frank Lebœuf           |
| 6  | Francia (bandiera)     | D     | Marcel Desailly        |
| 7  | Danimarca (bandiera)   | C     | Bjarne Goldbæk         |
| 7  | Danimarca (bandiera)   | C     | Brian Laudrup          |
| 8  | Uruguay (bandiera)     | C     | Gustavo Poyet          |
| 9  | Italia (bandiera)      | A     | Gianluca Vialli        |
| 10 | Italia (bandiera)      | A     | Pierluigi Casiraghi    |
| 11 | Inghilterra (bandiera) | C     | Dennis Wise (capitano) |
| 12 | Inghilterra (bandiera) | D     | Michael Duberry        |
| 13 | Inghilterra (bandiera) | P     | Kevin Hitchcock        |
| 14 | Inghilterra (bandiera) | D     | Graeme Le Saux         |
| 15 | Italia (bandiera)      | C     | Samuele Dalla Bona     |
| 15 | Inghilterra (bandiera) | C     | David Lee              |
| 16 | Italia (bandiera)      | C     | Roberto Di Matteo      |

| N. |                        | Ruolo | Calciatore        |
| -- | ---------------------- | ----- | ----------------- |
| 17 | Spagna (bandiera)      | D     | Albert Ferrer     |
| 18 | Inghilterra (bandiera) | D     | Andy Meyers       |
| 19 | Norvegia (bandiera)    | A     | Tore André Flo    |
| 20 | Galles (bandiera)      | D     | Danny Slatter     |
| 20 | Giamaica (bandiera)    | D     | Frank Sinclair    |
| 21 | Francia (bandiera)     | D     | Bernard Lambourde |
| 22 | Inghilterra (bandiera) | A     | Mark Nicholls     |
| 23 | Russia (bandiera)      | P     | Dmitri Kharine    |
| 24 | Inghilterra (bandiera) | C     | Eddie Newton      |
| 25 | Italia (bandiera)      | A     | Gianfranco Zola   |
| 26 | Inghilterra (bandiera) | D     | John Terry        |
| 27 | Inghilterra (bandiera) | D     | Jon Harley        |
| 28 | Inghilterra (bandiera) | C     | Jody Morris       |
| 29 | Francia (bandiera)     | D     | Neil Clement      |
| 30 | Italia (bandiera)      | D     | Luca Percassi     |
| 32 | Finlandia (bandiera)   | A     | Mikael Forssell   |
| 34 | Inghilterra (bandiera) | C     | Nick Crittenden   |

## Risultati

### Supercoppa UEFA
| Arbitro: | Batta |

|  |           |           |
|  | Marcatori | 81’ Poyet |